# Liste der Kulturdenkmäler in Frankfurt-Dornbusch
In der Liste der Kulturdenkmäler in Frankfurt-Dornbusch sind alle Kulturdenkmäler im Sinne des Hessischen Denkmalschutzgesetzes in Frankfurt-Dornbusch, einem Stadtteil von Frankfurt am Main aufgelistet.
Grundlage ist die Denkmaltopographie aus dem Jahre 1994, die zuletzt 2000 durch einen Nachtragsband ergänzt wurde.

## Kulturdenkmäler in Frankfurt-Dornbusch
| Bild                                        | Bezeichnung                                 | Lage                                          | Beschreibung | Bauzeit   | Daten |
| ------------------------------------------- | ------------------------------------------- | --------------------------------------------- | --- | --------- | ----- |
| weitere Bilder                              | Oberfinanzdirektion Frankfurt am Main       | Adickesallee 32-34 Lage                       | Nach Plänen des Bad Homburger Architekten Hans Köhler wurde ein elf geschossiger Verwaltungsbau mit Wandstärken von lediglich 18 Zentimetern erstellt. Der Preis für diese Bauweise war die geringe Größe der Büroräume von etwa 10 Quadratmetern und die kleinen Fenster von nur 1,50 mal 1,50 Metern. Das Hauptgebäude wurde 2014 abgerissen, nur der vorgelagerte Pavillon blieb erhalten. | 1953–55   |       |
| weitere Bilder                              | Mietshausblock Am Dornbusch 18-20           | Am Dornbusch 18-20 Lage                       | Mietshausblock in Formen des Jugendstils mit aufwändigem Dekor in Sandstein an symmetrischer Putzfassade und eckbetonenden Erkertürmchen. Teil einer Baugruppe mit Eichendorffstraße 2 und Grillparzerstraße 1 | 1912–14   |       |
| weitere Bilder                              | Bertramshof                                 | Am Steinernen Stock 1 Lage                    | Axialsymmetrische Gutshofanlage mit Herrenhaus und Wasserturm sowie flankierenden Seitenflügeln | 1888      |       |
| weitere Bilder                              | Rotunde                                     | Bertramstraße 8 Lage                          | Ursprünglich nach Plänen von Johannes Gerhard Weber als Plenarsaal des Bundestages 1949/50 im Rohbau fertiggestellt. Nach der Entscheidung über die Bundeshauptstadt vom HR genutzt und hierzu 1951–1953 von Gustav Schäfer und G. Weber umgebaut. | 1949–1953 |       |
| weitere Bilder                              | Kühhornshof und Feldgericht                 | Bertramstraße 8 Lage                          | Gebäude und Feldgericht einer um 1360 von dem Patrizier J. Knoblauch erbauten Hofanlage. (Ruine unter Erde) |           |       |
| Altenheim der Henry und Emma Budge-Stiftung | Altenheim der Henry und Emma Budge-Stiftung | Hansaallee 146a Lage                          | Altenheim der Henry und Emma Budge-Stiftung, unter Einfluss der Bauhausarchitektur nach Entwürfen von Mart Stam, Ferdinand Kramer, Werner Max Moser und Erika Habermann erbaut. | 1928–1930 |       |
| Eichendorffstraße 2                         | Wohnhäuser Eichendorffstraße 2              | Eichendorffstraße 2 = Am Dornbusch 18-20 Lage | Wohnhäuser Eichendorffstraße 2, siehe Am Dornbusch 18-20 |           |       |
| Grillparzerstraße 1                         | Wohnhäuser Grillparzerstraße 1              | Wohnhäuser Grillparzerstraße 1 Lage           | Wohnhäuser Grillparzerstraße 1, siehe Am Dornbusch 18-20 |           |       |
| weitere Bilder                              | Laubenganghaus                              | Platenstraße 31-69 Lage                       | „Ledigenheim“ für erwerbstätige Frauen. Nach Entwurf von Bernhard Hermkes für den Frauenwohnverein in Form eines Laubenganghauses erbaut. | 1930/31   |       |
| Roseggerstraße 1                            | Villa Roseggerstraße 1                      | Roseggerstraße 1 Lage                         | Villenähnliches Vorstadtwohnhaus in historisierenden Formen. | 1904      |       |
| weitere Bilder                              | Villa Roseggerstraße 3                      | Roseggerstraße 3 Lage                         | Vorstädtisches Doppelhaus in Formen des Historismus mit holzverschindeltem Giebel und straßenseitigem Erker. Die Einfriedung ist original. | 1904      |       |
| weitere Bilder                              | Villa Roseggerstraße 7/9                    | Roseggerstraße 7/9 Lage                       | Villenartiges vorstädtisches Doppelhaus in historisierenden Formen mit Erker, Altan und Volutengiebeln. Die Einfriedung ist original. | ca. 1906  |       |
| Roseggerstraße 11                           | Villa Roseggerstraße 11                     | Roseggerstraße 11 Lage                        | Wohnhaus in Formen der Renaissance und Gotik. Zierfachwerk in Obergeschoss und Giebel | 1904      |       |
| Roseggerstraße 15                           | Villa Roseggerstraße 15                     | Roseggerstraße 15 Lage                        | Vorstadtvilla in historisierenden Formen mit differenziert gegliedertem Baukörper | 1901      |       |
| Roseggerstraße 17-19                        | Villa Roseggerstraße 17                     | Roseggerstraße 17 Lage                        | Vorstädtisches Mietshaus im Jugendstil als Putzbau aus bossiertem Steinsockel mit turmartigem Treppenhaus. | 1906      |       |
| Roseggerstraße 19                           | Villa Roseggerstraße 19                     | Roseggerstraße 19 Lage                        | Historisierendes Mietshaus als Putzhaus auf bossiertem Steinsockel mit überdachtem Altan | 1906      |       |
| Roseggerstraße 21                           | Villa Roseggerstraße 21                     | Roseggerstraße 21 Lage                        | Vorstadtvilla nach Entwurf von R. Burkhardt und W. Mersch in historisierenden Formen und mit Volutengipfel. | 1904      |       |
| weitere Bilder                              | Villa Roseggerstraße 23                     | Roseggerstraße 23 Lage                        | Wie Nummer 21 jedoch im Inneren Stuckfriese und -rosetten im floralen Jugendstil. |           |       |
| Roseggerstraße 25                           | Villa Roseggerstraße 25                     | Roseggerstraße 25 Lage                        | Neoklassizistisches Vorstadtwohnhaus nach Entwurf von Karl Eichelbach. | 1912      |       |
| Roseggerstraße 29-31                        | Villa Roseggerstraße 29/31                  | Roseggerstraße 29/31 Lage                     | Doppelvilla in historistischem Stil. | 1906      |       |